# Han van Meegeren
Henricus Antonius (Han) van Meegeren (Deventer, 10 oktober 1889 – Amsterdam, 30 december 1947) was een Nederlands kunstschilder en kunstvervalser. Hij vervalste onder meer werken van Johannes Vermeer.

## Levensloop
Van Meegeren werd geboren als zoon van een leraar, Hendrikus Johannes van Meegeren en Augusta Louisa Henrietta Camps. Hij ontwikkelde vaardigheid in tekenen, schilderen, etsen en aquarelleren en had belangstelling voor de Nederlandse klassieke schilders, onder de invloed van zijn leraar op de HBS in Deventer, Bart Korteling (1853-1930). Zijn vader was gekant tegen zijn werk als schilder. Als hij zijn zoon betrapte, moest deze strafregels schrijven: 'Ik ben niets, ik weet niets, ik kan niets'.

### Studie bouwkunde

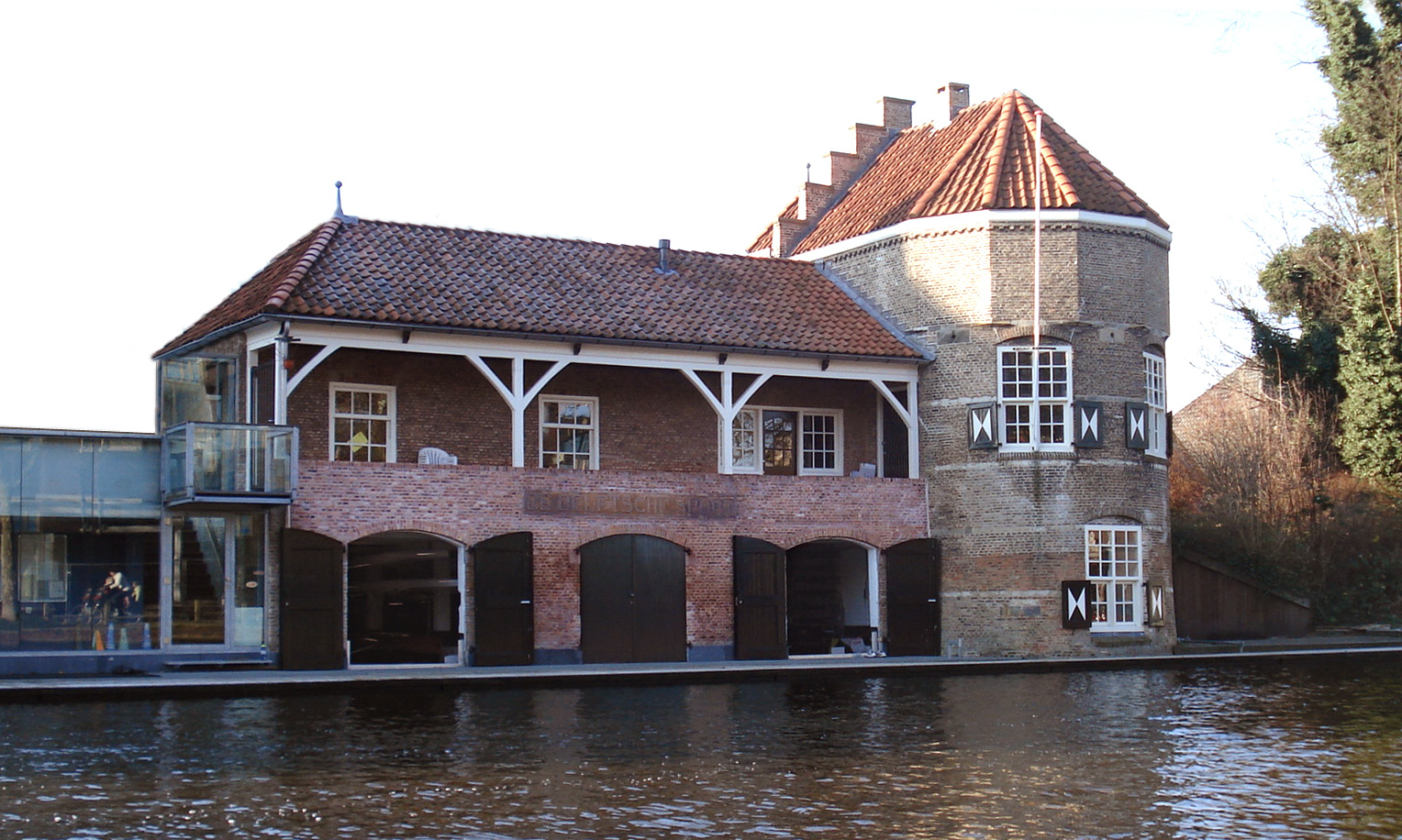
Club- en boothuis voor DDS

Van 1907 tot 1913 studeerde Van Meegeren, op aandringen van zijn vader, bouwkunde aan de Technische Hoogeschool Delft. Hij maakte zijn studie niet af. Wel ontwierp hij tijdens zijn studie het aan de Sint-Huybrechtstoren grenzende clubhuis voor roeivereniging D.D.S. in Delft. Kort vóór het beëindigen van zijn studie ontving hij een prestigieuze vijfjaarlijkse gouden medaille voor zijn studie betreffende het interieur van de Laurenskerk in Rotterdam. Maar Van Meegeren beschikte over een onwrikbare passie, liet zich niet afhouden van wat hij als zijn levenswerk zag, en beëindigde zijn studie bouwkunde.

### Schilder
In 1913 vestigde hij zich als kunstschilder in Den Haag. Van Meegeren had een moeilijke weg gekozen. De moderne kunst had hij afgezworen en het was weinig waarschijnlijk dat hij erkenning zou krijgen door te schilderen in een stijl die eeuwen daarvoor populair was geweest. Hoewel zijn werk in eerste instantie welwillend werd ontvangen, werd hij daarna door kunstcritici geridiculiseerd en kon op een gegeven moment zelfs niet meer exposeren. 
Niettemin had hij met enkele werken veel succes, en ook werd hij veel gevraagd als portretschilder. Een heel bekend werk van Van Meegeren onder zijn eigen naam was (en is nog steeds) in veel Nederlandse huiskamers terug te vinden, namelijk het Hertje, een koperdiepdruk uit 1921. Eigenlijk gaat het om een ree, een schilderij naar speelgoed van toenmalige prinses Juliana. Omdat de titel Het reetje van Juliana niet netjes gevonden werd, noemde men het werk naar een hertje. Van Meegeren maakte het tijdens een les op een academie voor freules in Den Haag, waar hij tekenleraar was. Een variant van het Hertje, het Hertje met jong, komt ook veel voor. 

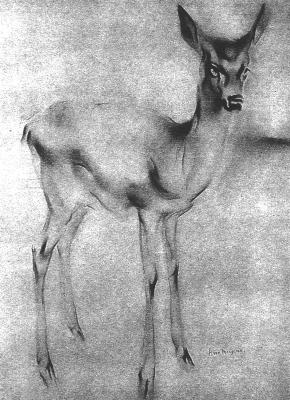
Het reetje van prinses Juliana

Een minder vaak voorkomend werk van Van Meegeren is de rotogravure van de Vechtende pauwen, met onbekende datum. Het origineel is in het bezit van Museum Boijmans Van Beuningen te Rotterdam. Zijn Straatzangers  uit  1928 werden ook geliefd door het publiek.

### Eerste vervalsingen
In 1923 maakte van Meegeren zijn eerste vervalsingen naar twee portretten van Frans Hals, waarschijnlijk om er wat aan te verdienen. De vervalsingen werden via een bemiddelaar gekocht door de bekende kunsthistoricus Cornelis Hofstede de Groot, die het werk De lachende Cavalier erkende als een echte Hals. Bij onderzoek aan onder andere de gebruikte verf bleek al snel dat het vervalsingen waren. De naam van Van Meegeren kwam daarbij niet in de publiciteit. De vervalsing betekende een gevoelige aanslag op de reputatie van Hofstede de Groot. Een rechtszaak werd geannuleerd nadat de kunsthandelaar zijn klant die een ander doek had gekocht, schadeloos had gesteld.
Van Meegeren vond de plaatselijke critici vals en onwetend en hij wilde zijn gelijk bewijzen door hen publiekelijk te vernederen. Hij was lid van de Haagse Kunstkring en uitte zijn mening onder meer in hun blad De Kemphaan (1928-1930) waarvan Jan Ubink redacteur was. Toen Van Meegeren als voorzitter werd geweigerd, ondanks door hem aangeboden financiële steun aan de noodlijdende Kring, verhuisde hij in 1932 met zijn echtgenote naar Frankrijk. In zijn villa te Roquebrune-Cap-Martin waar hij iedere bezoeker weerde, legde hij zich toe op het perfectioneren van het schilderen van oude meesters.

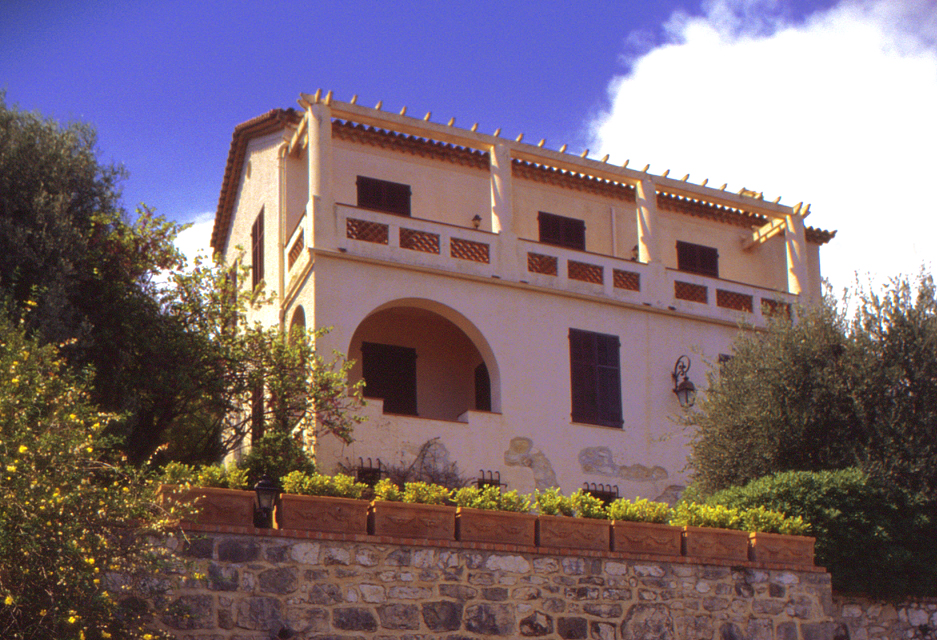
Deze villa in Roquebrune-Cap-Martin was Van Meegerens woning van 1932 tot 1938.

Van Meegeren, die zeer bekend werd met de schildertechnieken van de Nederlandse meesters, besloot een valse Vermeer te maken. Het werd in 1937 een schilderij van de Emmaüsgangers. Als de critici het werk zouden prijzen, zou Van Meegeren onthullen dat het een vervalsing was. Daarmee zou hij de onwetendheid van de critici hebben aangetoond. In het bijzonder was dr. Abraham Bredius zijn doelwit. Deze was een autoriteit op het gebied van Vermeer en werd door Van Meegeren zeer veracht.

#### Methode
Van Meegeren was een nauwkeurig vervalser. Het schilderij moest niet alleen worden uitgevoerd naar de stijl en de vaardigheid van Vermeer, het moest er ook oud uitzien. Vermeer was niet beroemd tot ongeveer het begin van de 20e eeuw; men kende toen nog slechts ongeveer veertig van zijn werken. Van Meegeren wist de hand te leggen op 17e-eeuwse doeken om op te schilderen; maakte aan de hand van oude formules zijn eigen verven uit onbewerkte materialen om authenticiteit te waarborgen; en gebruikte dezelfde soort penselen die Vermeer gebruikt zou hebben.
Hij bedacht ook een methode om met bakeliet de verf na toepassing hard te laten worden alsof deze al eeuwen oud was. Nadat het schilderij af was, verhitte Van Meegeren het in een oven om de verf te laten uitharden, daarna rolde hij het over een cilinder om het een licht craquelé te geven en waste het later met zwarte inkt in om de zo ontstane craquelures te vullen. Het kostte Van Meegeren enkele jaren om zijn technieken uit te werken. Toen hij klaar was, was hij tevreden met zijn werk. Niet alleen omdat zijn nagebootste Vermeer, De Emmaüsgangers, een overtuigende vervalsing was, maar ook omdat hij vond dat het een fraai werk was geworden.

#### Eerste resultaten

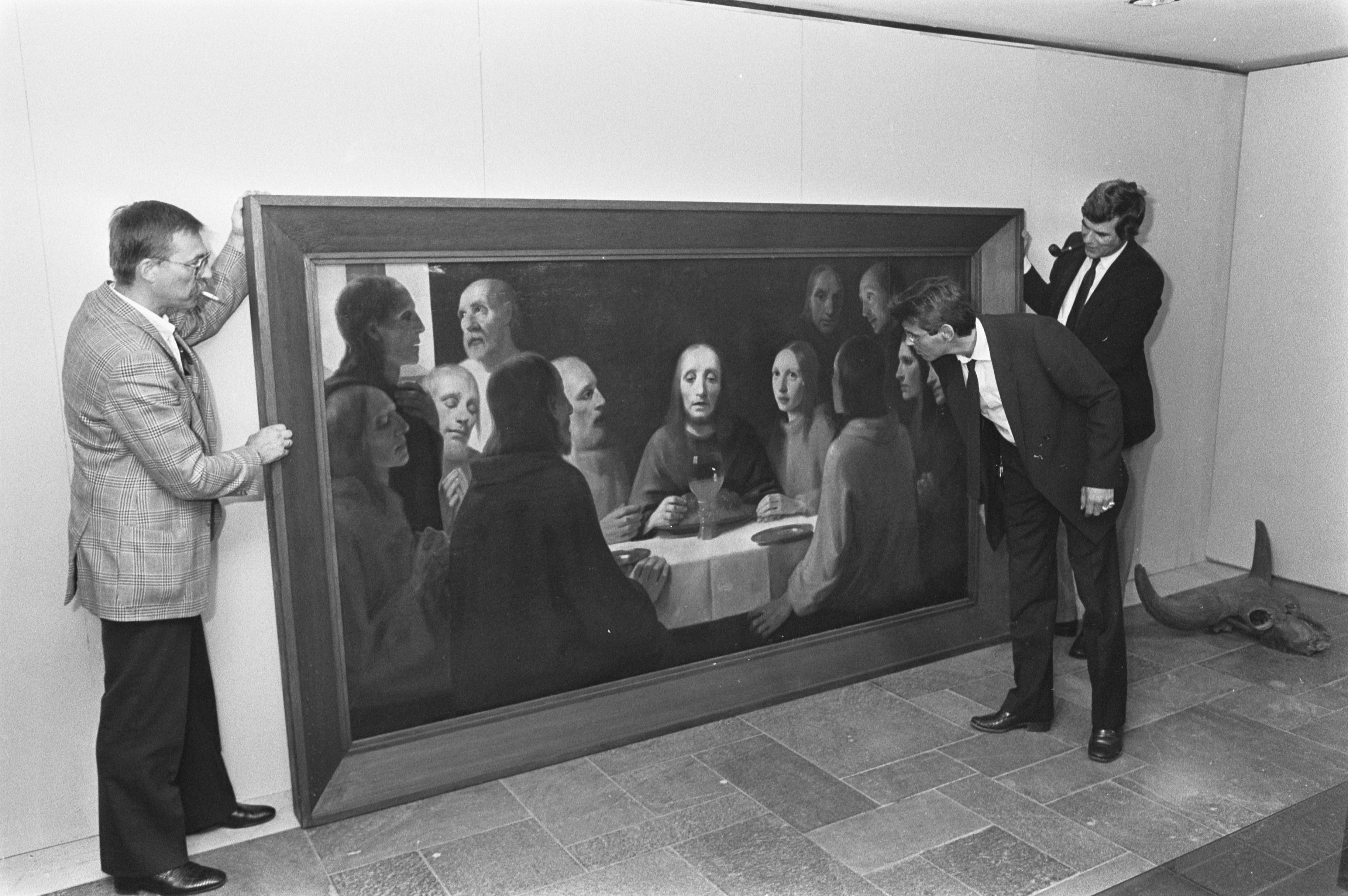
Schilderij Laatste avondmaal I van Han van Meegeren op 11e kunst- en antiekbeurs in Rotterdam in 1984. Han van Meegeren schilderde in 1939 in Nice deze Vermeer.

Van Meegeren schakelde Rens Strijbis in, een bevriende makelaar te Laren c.q. Apeldoorn, die het werk aan de grote kunstkenner Bredius presenteerde. Deze had al een tijd verkondigd dat er nog onontdekte Vermeers uit diens Italiaanse periode moesten bestaan en zag zijn theorie bevestigd. De overige Nederlandse kunstkenners waren net zo gemakkelijk overtuigd, al waren er enkele kritische stemmen in Frankrijk die het schilderij als vals beschouwden. De schilder genoot van zijn succes. Hij had eraan gedacht de fraude te onthullen, maar toen hij de valse Vermeer aan Museum Boijmans Van Beuningen verkocht voor een bedrag dat nu gelijk zou zijn aan ettelijke tientallen miljoenen euro's, bedacht hij zich. Hij had bewezen dat de kunstwereld goedgelovig was, en hij vond nu dat het hem paste om daarmee geld te verdienen.

#### Oorlogsjaren
Tussen 1938 en 1945 exposeerde Van Meegeren zowel in Duitsland als in Nederland, onder meer bij Museum Boijmans. Hij wilde ook exposeren bij Miep Eijffinger, maar die wilde geen Duitsers in haar galerie, waarna Van Meegeren een expositie organiseerde in Panorama Mesdag. Hij maakte nog zes valse Vermeers. De kwaliteit van sommige van deze werken zou hem in andere tijden wellicht eerder hebben ontmaskerd, maar de wereld had het druk met de oorlog en de bezetting en Van Meegeren kon zijn activiteiten ongestoord voortzetten. Doordat er tijdens de bezetting toch al een actieve en geheimgehouden handel in kunst aan de gang was, konden Van Meegerens vervalsingen mooi meeliften. Zo werd zijn Christus en de overspelige vrouw aan Hermann Göring verkocht, hoewel er geen gegevens over de herkomst bekend waren.
Van Meegeren vervalste niet alleen werk van Vermeer, maar ook van Frans Hals, Ter Borch en Pieter de Hooch.

#### Duitse bezetter stal kunstschatten
Tegen het einde van de Tweede Wereldoorlog stuitten geallieerde troepen in Oostenrijk op een zoutmijn, waar de belangrijkste nazi's de kunstwerken hadden verborgen die ze hadden gestolen in de door het Derde Rijk bezette landen. De strijdkrachten lieten kunstexperts komen om zeker te stellen dat de schatten correct werden behandeld, geïdentificeerd en gerepatrieerd. Tussen deze schatten bevonden zich kunstwerken uit de verzameling van 'Reichsmarschall' Hermann Göring. In Görings collectie zat een “Vermeer” die men niet kon thuisbrengen, Christus en de overspelige vrouw. Een onderzoek leidde naar Van Meegeren, die in grote weelde leefde in het Roode Huys aan de Keizersgracht. Hij had het werk door bemiddeling van Petrus Jan Rienstra van Stuyvesande aan de kunsthandelaar Alois Miedl verkocht.

#### Rechtszaak
Omdat Van Meegeren de herkomst van het schilderij niet kon verklaren zonder toe te geven dat hij zelf de schilder was, dachten de Nederlandse autoriteiten dat hij een collaborateur was. In mei 1945 werd hij gearresteerd. Van Meegeren bevond zich nu in een lastig parket. Collaboratie kon worden bestraft met een langdurige gevangenisstraf of zelfs de doodstraf. Op vervalsing stond slechts twee jaar. Na enkele dagen in de cel vertelde hij de autoriteiten de waarheid. Hij werd aanvankelijk niet geloofd, maar men liet zich toch al gauw overtuigen. Van Meegeren werd opgesloten in Herengracht 458 van Duitser Alois Miedl (toen in gebruik bij het Militair Gezag) en schilderde daar onder toezicht nog een vervalsing: Christus in de tempel.

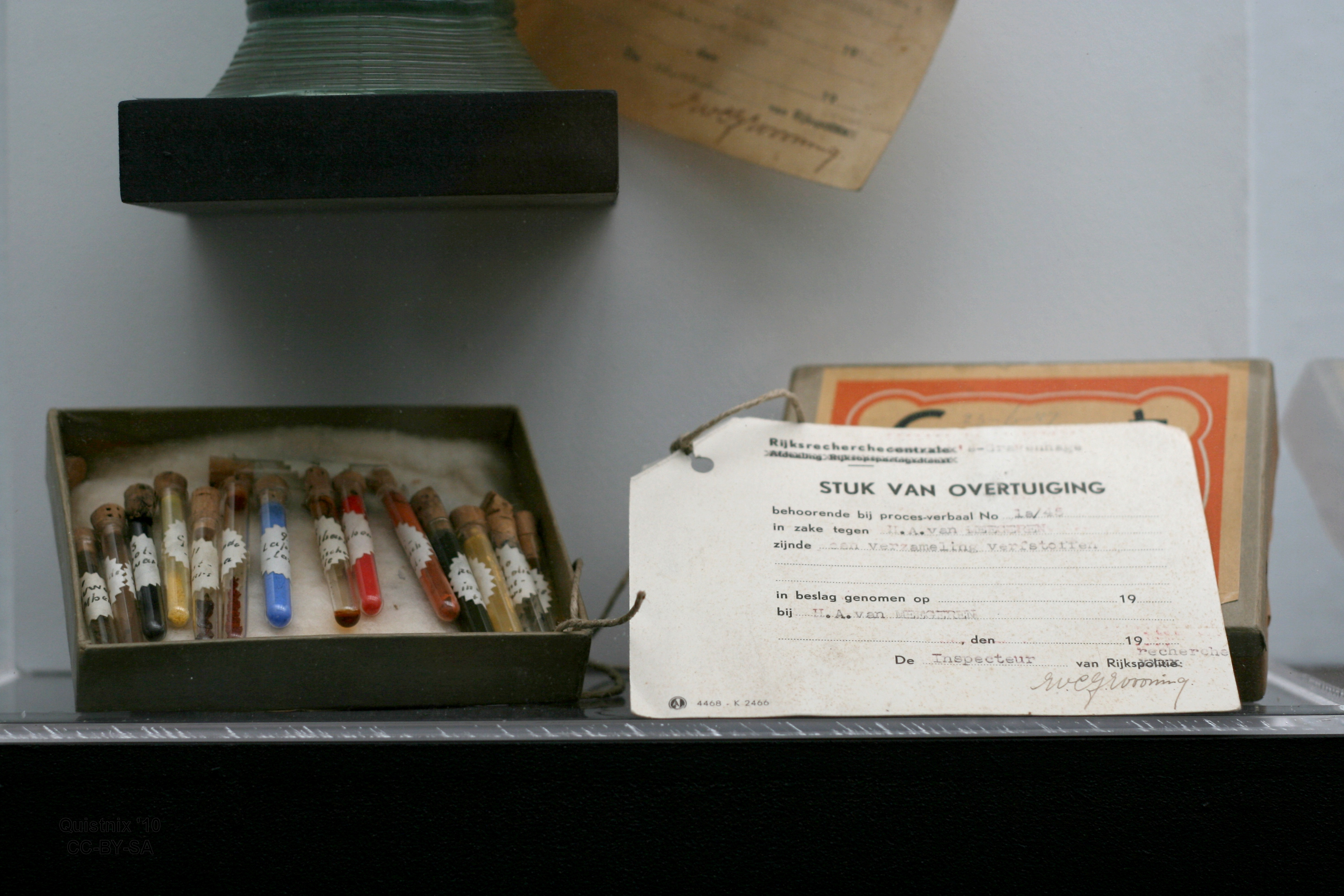
Bewijsmateriaal tegen Han van Meegeren: door hem vervaardigde pigmenten
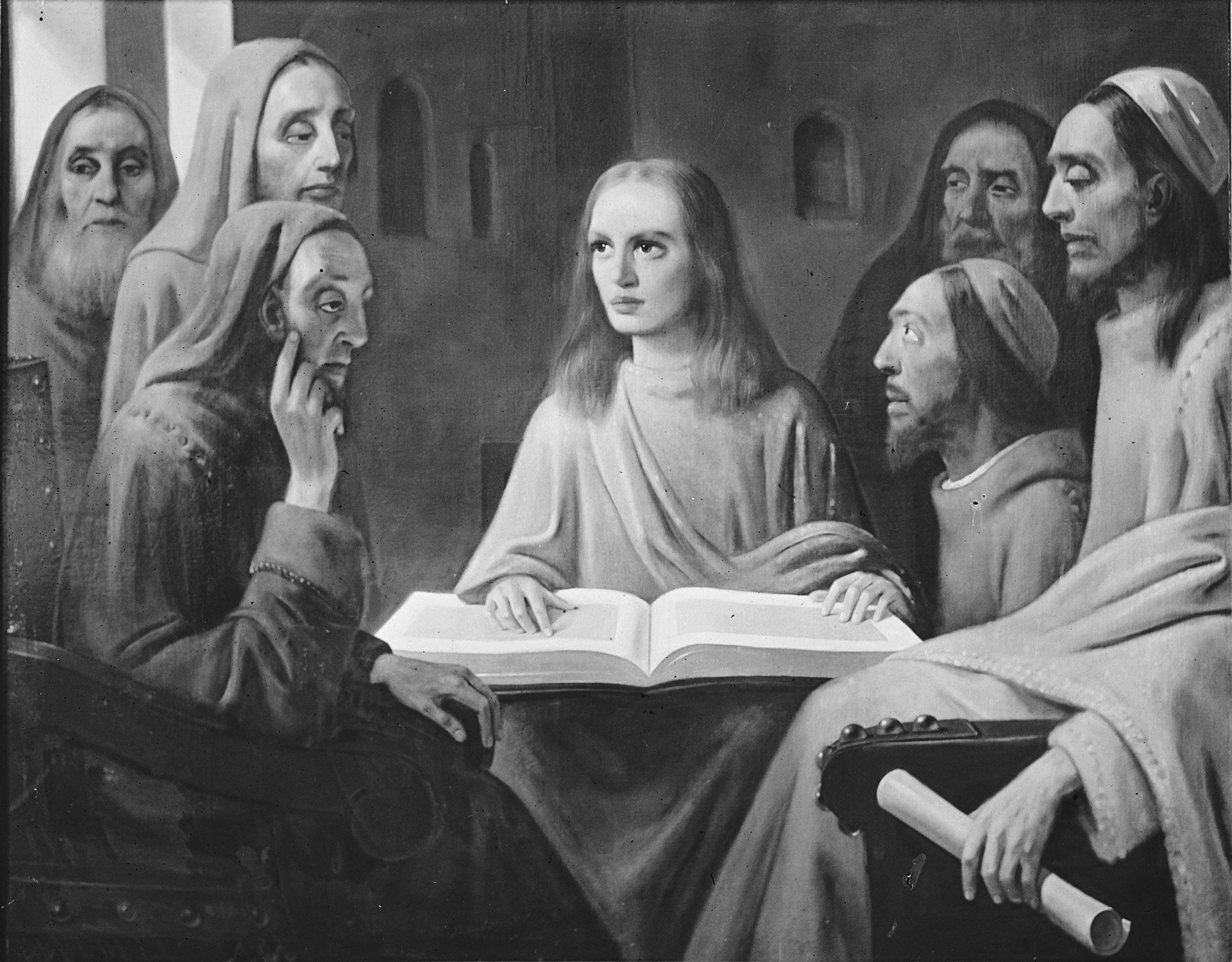
Han van Meegeren: Christus in de tempel (1945)
- Het proces tegen Van Meegeren in 1947

In november 1947 werd hij tot één jaar gevangenisstraf veroordeeld. Zijn echtgenote heeft altijd beweerd dat zij nergens van op de hoogte was, ook toen haar werd gevraagd of het glaswerk en het kannetje op De Emmaüsgangers haar niet bekend voorkwamen, aangezien die bij haar thuis op de schoorsteenmantel stonden. Voordat zijn straf inging, overleed Van Meegeren op 58-jarige leeftijd in de Valeriuskliniek te Amsterdam aan een hartinfarct. Hij werd gecremeerd en later bijgezet op de Algemene Begraafplaats te Deventer. Zijn dodenmasker is in 2014 aangekocht door het Rijksmuseum Amsterdam.

#### Latere resultaten
Voor zover het erom ging de kunstwereld van Van Meegerens kwaliteiten te overtuigen, kan men zeggen dat zijn actie op twee manieren succes had.
Ten eerste zou hij zonder zijn geruchtmakende vervalsingsaffaire een volkomen vergeten schilder zijn geweest. Nu is hij wereldberoemd en brengen zijn schilderijen onder eigen naam hoge prijzen op en zijn er zelfs valse Van Meegerens op de markt.
Ten tweede ging na zijn ontmaskering een golf van zelfkritiek door de museumwereld en werden verscheidene dubieuze oude meesters van de muren verwijderd. Daaronder waren ook enkele Van Meegerens zoals uit de opgegeven literatuur moge blijken.
Zijn naam leeft voort in het fenomeen het Van Meegeren-effect: een imitatie is een tijdsgebonden interpretatie, waardoor de kans bestaat dat deze na verloop van tijd als imitatie herkenbaar wordt.

## Privéleven
Van Meegeren trouwde op 18 april 1912 met Anna de Voogt en kreeg met haar een zoon en een dochter. Na een echtscheiding in 1923 trouwde hij op 22 november 1928 met Johanna Theresia Oerlemans, die zelf ook eerder getrouwd was en een kind had. In 1943 scheidde hij eveneens van haar.

## Tentoonstellingen (selectie)
- Han van Meegeren. Van (miskend) kunstenaar tot meestervervalser, Kunsthal, 1996

## Werk in openbare collecties (selectie)
- Museum de Fundatie, Zwolle
- Rijksmuseum Amsterdam[12]
- Wereldmuseum Amsterdam
- Museum De Waag in Deventer
- Museum Boijmans Van Beuningen in Rotterdam

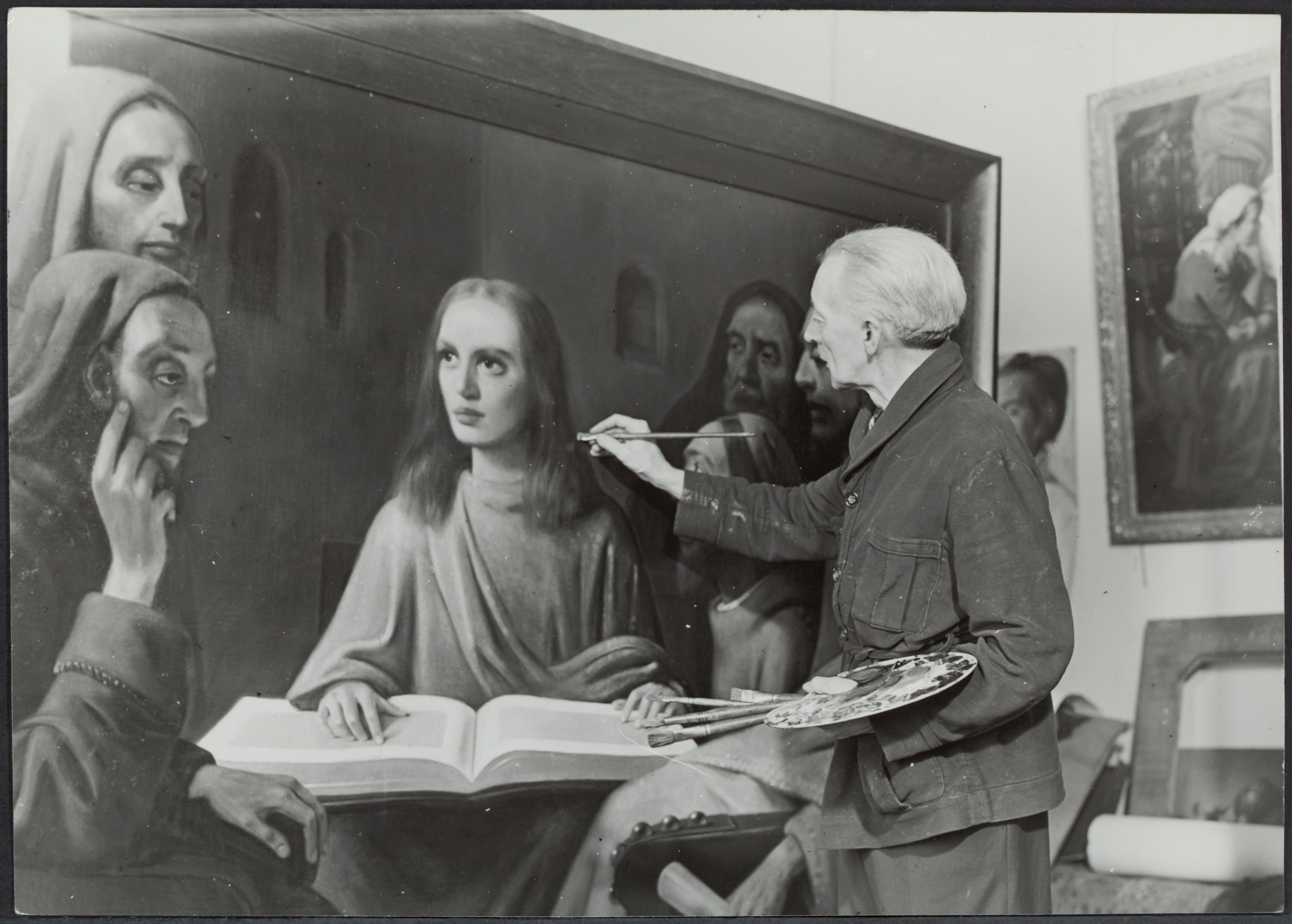
Van Meegeren schildert Jezus in gesprek met de schriftgeleerden (1945)
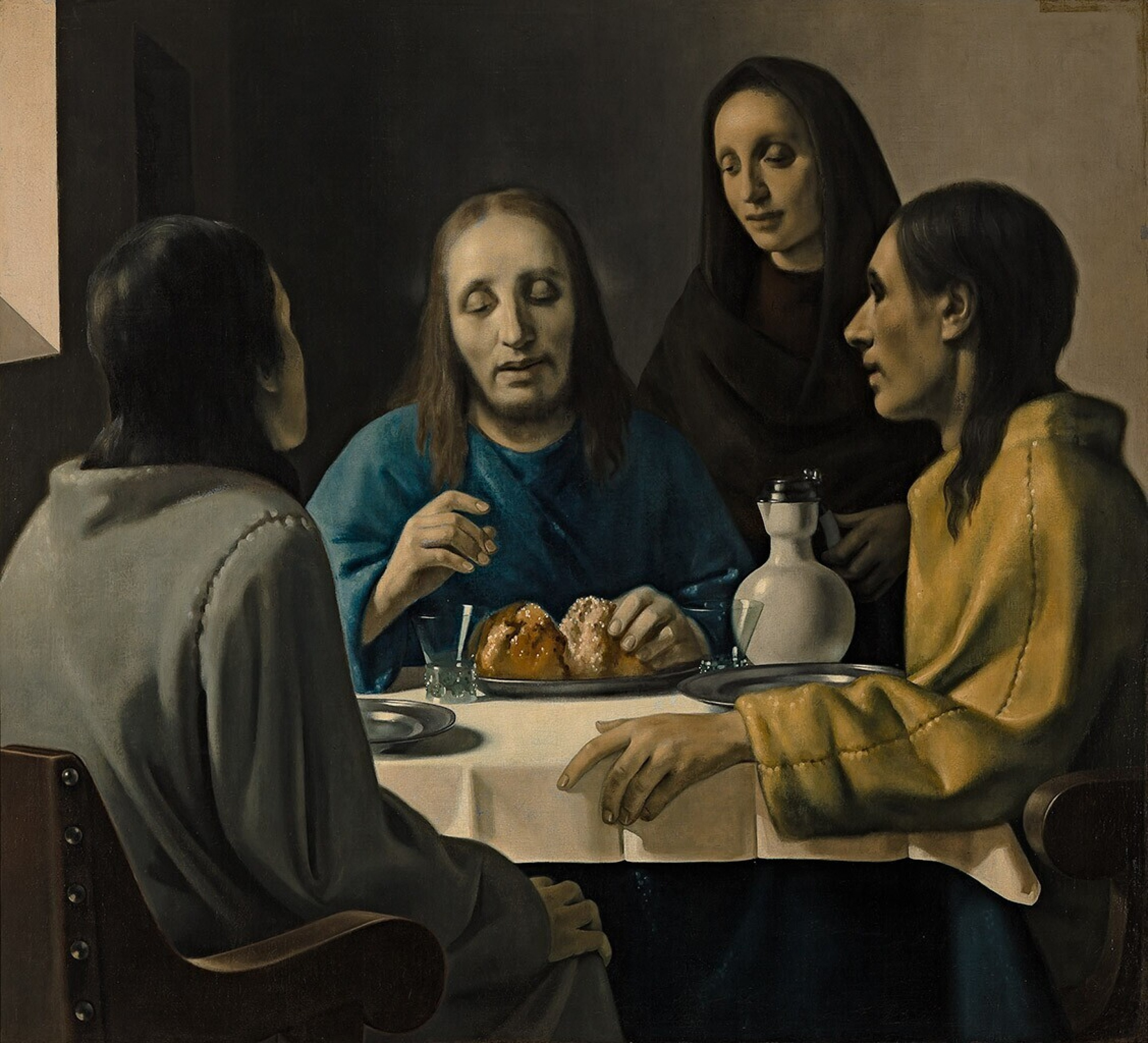
De Emmaüsgangers (1937)
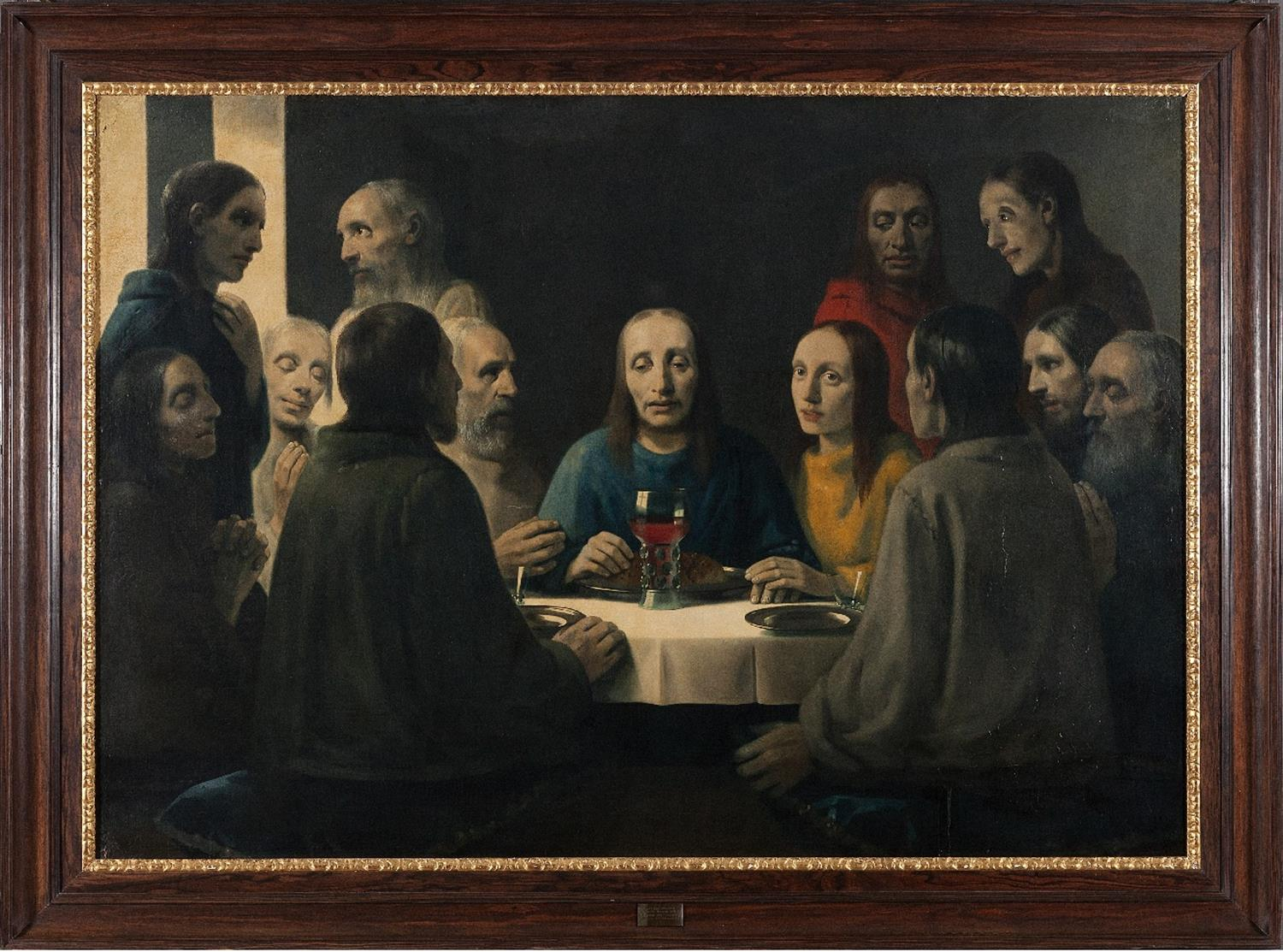
Het laatste avondmaal
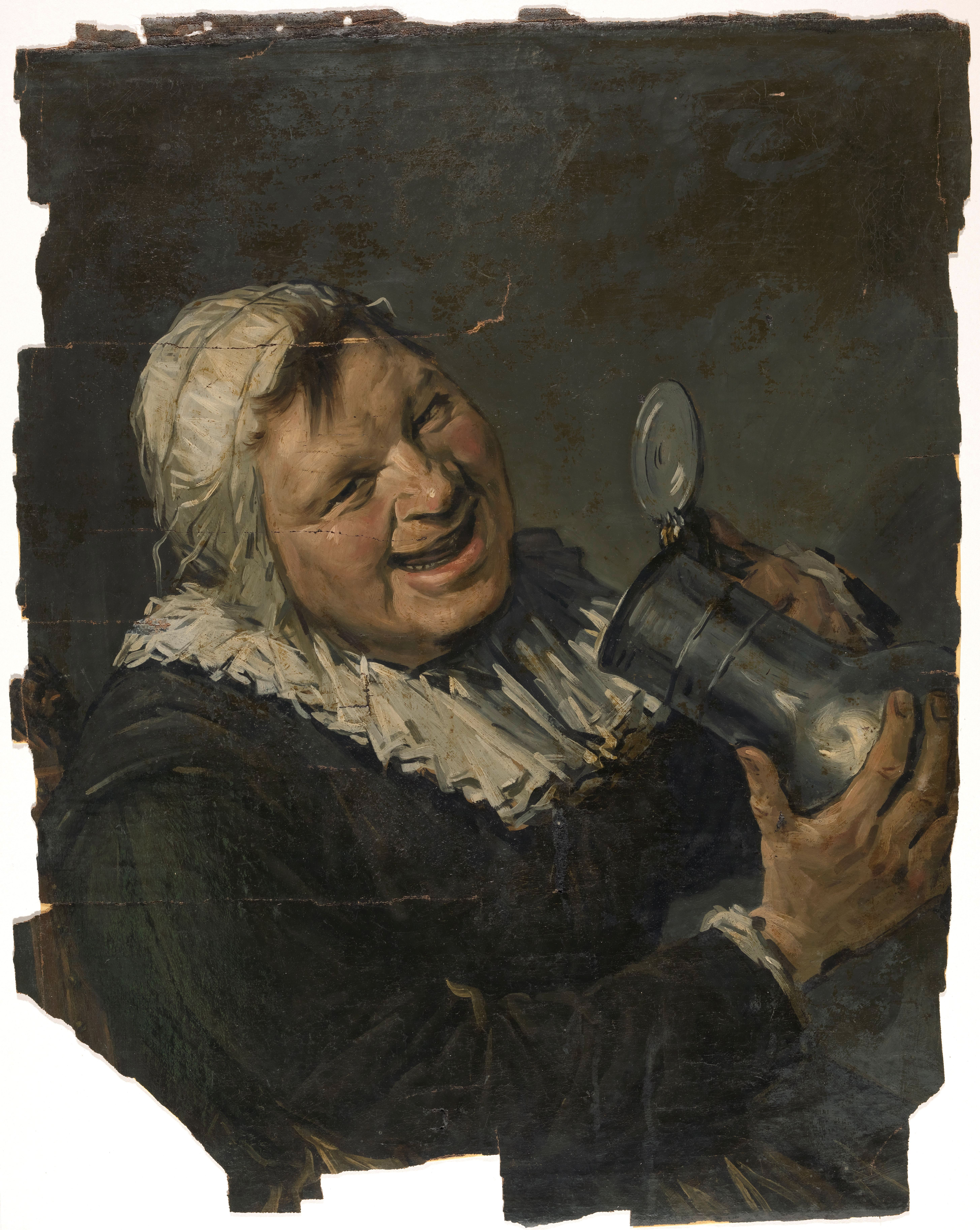
Malle Babbe
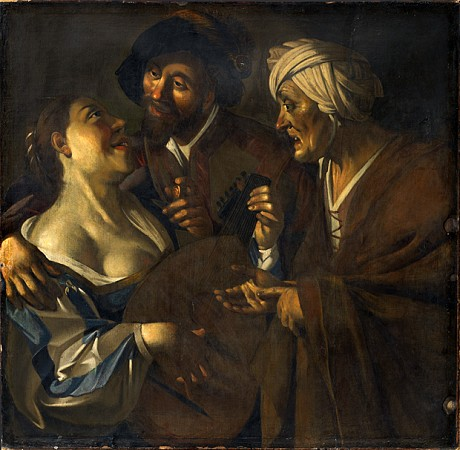
De koppelaarster

## Films
In de film Een echte Vermeer (2016) van Rudolf van den Berg is het verhaal van Van Meegeren gedramatiseerd en wordt hij verliefd op de vrouw van kunstcriticus Abraham Bredius. De hoofdrollen worden gespeeld door Jeroen Spitzenberger, Porgy Franssen en Roeland Fernhout.
In 2019 ging in Toronto The Last Vermeer in première, een film van Dan Friedkin, met Guy Pearce in de hoofdrol. Het scenario van Mark Fergus en Hawk Ostby is gebaseerd op het boek The Man Who Made Vermeers van de Amerikaanse kunsthistoricus Jonathan Lopez. De film is in Nederland niet in de bioscoop, maar rechtstreeks op VOD uitgebracht.